# Hamatora
Hamatora (jap. ハマトラ) ist ein japanisches Medienprojekt bestehend aus einem Anime und Manga. Sie erschien von 2013 bis 2014 in Japan und zog auch einen Kinofilm, Nintendo-3DS-Spiel und Theaterstück nach sich.

## Inhalt
Der junge Nice arbeitet als Detektiv in seinem eigenen Büro, genannt Hamatora („Yokohama Troubleshooter“) in Yokohama. Er hat den Ruf, jeden Fall anzunehmen, besonders die außergewöhnlichen. Bei der Lösung der Aufträge hilft ihm nicht nur seine Kombinations- und Auffassungsgabe, sondern auch sein Minimum – eine besondere Fähigkeit, die bei ihm kultiviert wurde. Dazu war er auf der Falcutas Akademie, auf die mit einem Minimum begabte ausgebildet werden, um dann hohe Stellen im Staat einzunehmen. Doch Nice war die Ausbildung dort zuwider und er verließ die Akademie, um sich mit seiner jungen Partnerin Hajime selbstständig zu machen. Während er die Fähigkeit hat, sich fünf Meter weit mit Schallgeschwindigkeit zu bewegen, ist Hajime ungewöhnlich stark – und zugleich ungewöhnlich gefräßig.
Um Nice zur Akademie zurückzuholen, wird der Musterschüler Murasaki nach ihm gesandt. Er soll ihn überzeugen zurückzukehren oder Nice töten. Zunächst ist er von dessen Arbeitsweise und Umgang verblüfft, weigert sich seine Begabung als Detektiv anzuerkennen. Dann wird er immer wieder von Nice’ Erfolg überrascht und Murasakis Bild von seinem Zielobjekt wandelt sich. Auch misslingen ihm alle Versuche, ihn zu einer Rückkehr zu bewegen.

## Veröffentlichungen

### Manga
Der Manga mit den Texten von Yukinori Kitajima und den Zeichnungen von Yūki Kodama erschien von November 2013 (Ausgabe 51/2013) bis Dezember 2014 (Ausgabe 2/2015) im Magazin Weekly Young Jump beim Verlag Shūeisha. Die Kapitel wurden auch zusammengefasst in drei Bänden veröffentlicht. Eine französische Übersetzung erschien bei Kurokawa. Eine deutsche Übersetzung erschien bei Kazé Deutschland von April bis August 2015.

### Anime
Beim Studio NAZ entstand unter der Regie von Seiji Kishi und mit Koregisseur Hiroshi Kimura eine Anime-Serie zu Hamatora. Die Drehbücher wurden geschrieben von Jun Kumagai und Tōko Machida und die künstlerische Leitung lag bei Kōki Nagayoshi. Das Charakterdesign stammt von Yū Wazu. Toshiyuki Sakae übernahm die künstlerische Leitung für die zweite Staffel, die mit einem im Übrigen gleichen Team bei Lerche in Zusammenarbeit mit NAZ entstand.
Die erste Staffel mit 12 Folgen wurde vom 8. Januar bis 27. März 2014 nach Mitternacht (und damit am vorigen Fernsehtag) von TV Tokyo ausgestrahlt. Mit einigen Tagen Verzögerung folgte die Ausstrahlung bei AT-X, Aichi Television Broadcasting und TV Ōsaka. Eine zweite Staffel mit dem Titel Re:␣Hamatora wurde vom 8. Juli bis zum 23. September 2014 nach Mitternacht von TV Tokyo gezeigt. Die Animeserie wurde von mehreren Streamingplattformen mit Untertiteln in verschiedenen Sprachen online veröffentlicht, darunter auch als Simulcast in Deutsch und Englisch auf Crunchyroll. Eine deutsche Synchronfassung der kompletten Serie erschien bei Kazé Deutschland. Auch eine englische Synchronfassung wurde veröffentlicht.
Am 14. November 2015 kam in Japan unter dem Titel Fw:Hamatora ein Film zum Franchise heraus. Dieser entstand wie die zweite Staffel der Serie bei Studio Lerche. Zur gleichen Zeit lief im japanischen Fernsehen bei AT-X eine Anime-Serie mit acht Folgen, die eine Parodie der Vorlage mit den Hamatora-Protagonisten als Super-deformed-Figuren zeigt.

#### Synchronisation
| Rolle    | japanischer Sprecher (Seiyū) | deutscher Sprecher |
| -------- | ---------------------------- | ------------------ |
| Nice     | Ryōta Ōsaka                  | Patrick Baehr      |
| Murasaki | Wataru Hatano                | Tim Knauer         |
| Hajime   | Emiri Katō                   | Soraya Richter     |

#### Musik
Die Musik der Serie stammt von Makoto Yoshimori. Das Vorspannlied der ersten Staffel ist Flat von Livetune ft. Yūki Ozaki und für den Abspann verwendete man Hikari von Wataru Hatano. Während der letzten Folge fand außerdem Nowhere Living Now von Kishō Taniyama Verwendung. Für die zweite Staffel wurde der Vorspanntitel Sen no Tsubasa (千の翼) von livetune adding Takuro Sugawara from 9mm Parabellum Bullet produziert. Die Abspanne wurden mit dem Lied Brand New World von Ayami und bei der letzten Folge mit Sen no Tsubasa unterlegt.

### Computerspiel
Unter dem Titel Hamatora: Look at Smoking World (ハマトラ Look at Smoking World) erschien ein Rollenspiel für Nintendo 3DS am 17. Juli 2014 beim Publisher Furyu.

### Theateradaptionen
Das Haiyūza Theater Roppongi in Tokio zeigte im August 2014 ein auf dem Franchise basierendes Theaterstück. Die Seiryō Kaikan Hall, ebenfalls in Tokio, brachte im März 2015 ein zweites Hamatora-Stück in ihrem Programm.